# Háje (Lesná)
Háje (do roku 1948 Leierwinkel) je osada, část obce Lesná v okrese Tachov v Plzeňském kraji. Nachází se asi šest kilometrů jihozápadně od Lesné. Háje leží v katastrálním území Stará Knížecí Huť o výměře 1,92 km².

## Historie
První písemná zmínka o vesnici pochází z roku 1797.

## Obyvatelstvo
| Rok            | 1869 | 1880 | 1890 | 1900 | 1910 | 1921 | 1930 | 1950 | 1961 | 1970 | 1980 | 1991 | 2001 | 2011 | 2021 |
| -------------- | ---- | ---- | ---- | ---- | ---- | ---- | ---- | ---- | ---- | ---- | ---- | ---- | ---- | ---- | ---- |
| Počet obyvatel | 352  | 256  | 238  | 215  | 200  | 204  | 191  | 8    | 2    | 11   | 0    | 0    | 1    | 1    | 9    |
| Počet domů     | 28   | 28   | 28   | 28   | 29   | 29   | 36   | 38   | 38   | 2    | 0    | 0    | 1    | 1    | 1    |

## Obecní správa
Při sčítání lidu v letech 1850–1951 Háje byly osadou obce Stará Knížecí Huť v okrese Tachov. Od roku 1952 jsou částí obce Lesná v okrese Tachov.